# Aczelia infumata
Aczelia infumata är en tvåvingeart som först beskrevs av Lynch Arribalzaga 1880.  Aczelia infumata ingår i släktet Aczelia och familjen rovflugor. Inga underarter finns listade i Catalogue of Life.